# Polenecia producta
Polenecia producta är en spindelart som först beskrevs av Simon 1873.  Polenecia producta ingår i släktet Polenecia och familjen krusnätsspindlar. Inga underarter finns listade i Catalogue of Life.